# Danh sách phái bộ ngoại giao tại Đài Loan

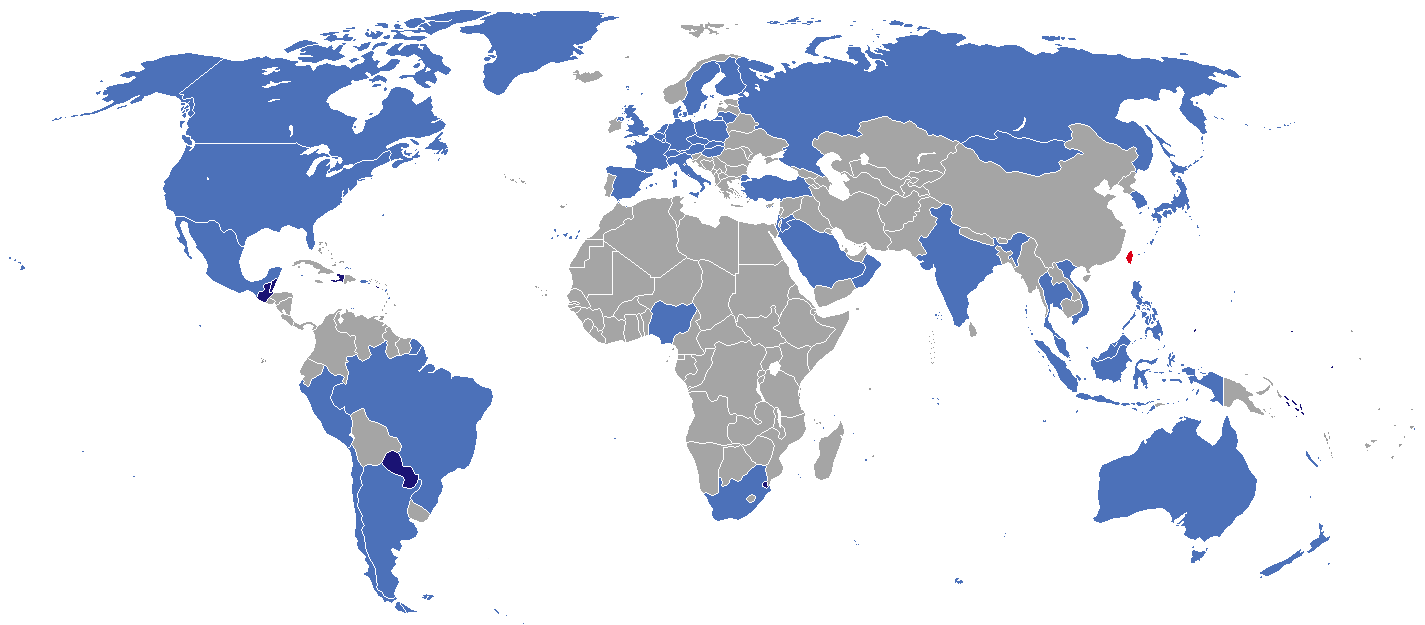
Lãnh thổ thống trị thực tế của Trung Hoa Dân Quốc
Quốc gia có đại sứ quán tại Đài Loan
Quốc gia có văn phòng kinh tế và Mậu dịch tại Đài Loan

Các phái bộ ngoại giao tại Đài Loan gồm các đại sứ quán và văn phòng đại diện. Do vị thế chính trị đặc biệt của Đài Loan và chính sách một Trung Quốc, Trung Hoa Dân Quốc, tức Đài Loan chỉ được 15 quốc gia công nhận; có đại sứ quán tại Đài Bắc. Ngoài ra, có khoảng 50 quốc gia không có quan hệ ngoại giao với Trung Hoa Dân Quốc, song thiết lập các văn phòng Mậu dịch và các văn phòng phi chính thức khác tại Đài Loan, với danh xưng khác nhau.

## Đại sứ quán

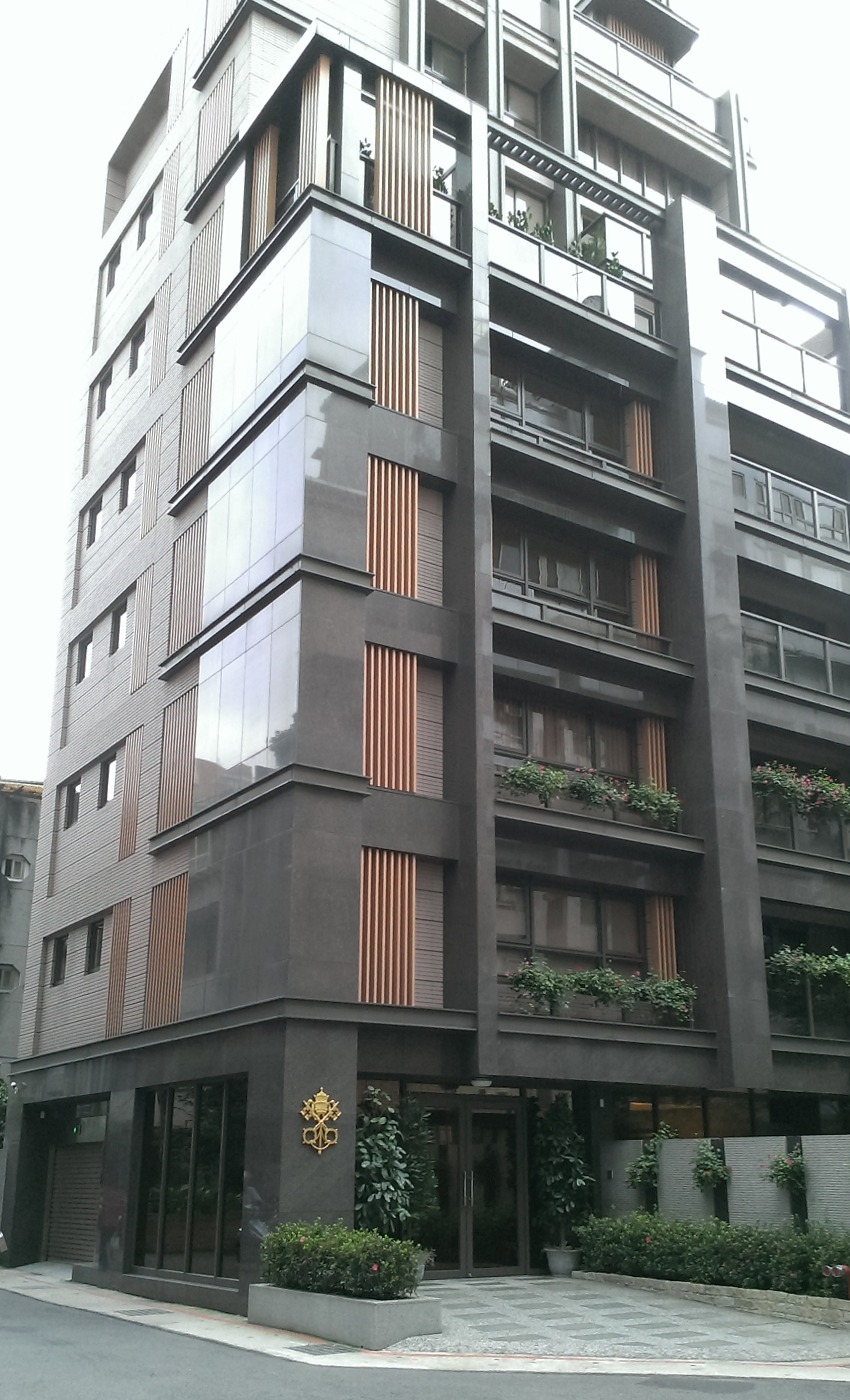
Sứ thần Tòa Thánh tại Trung Hoa Dân Quốc, tại Đài Bắc.

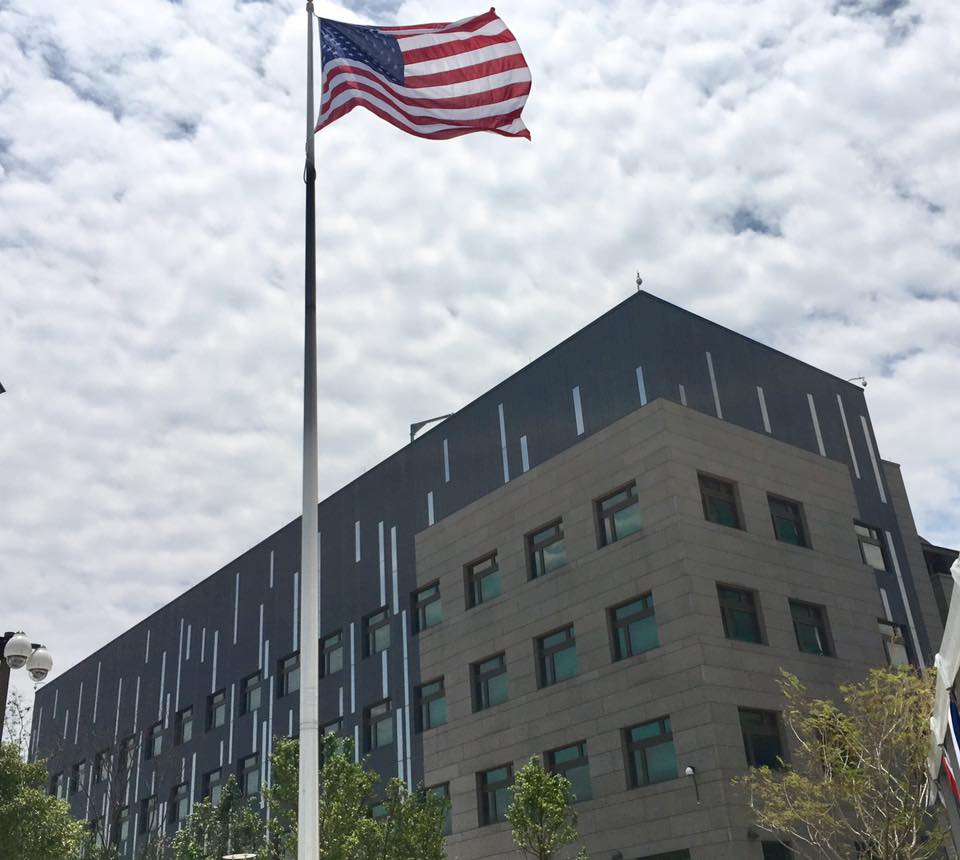
Hiệp hội Hoa Kỳ tại Đài Bắc, Đài Loan.

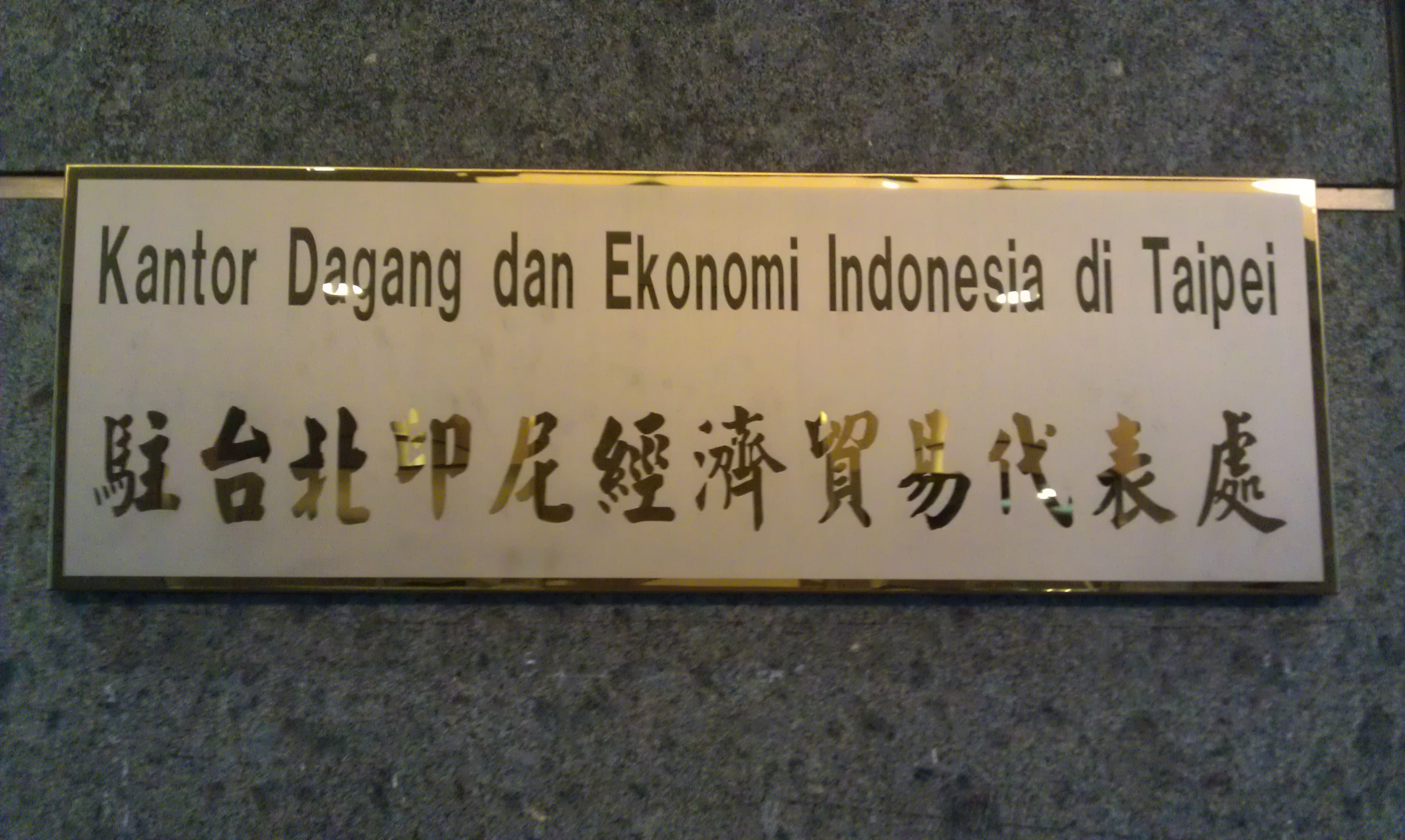
Văn phòng Kinh tế và Mậu dịch Indonesia tại Đài Bắc.

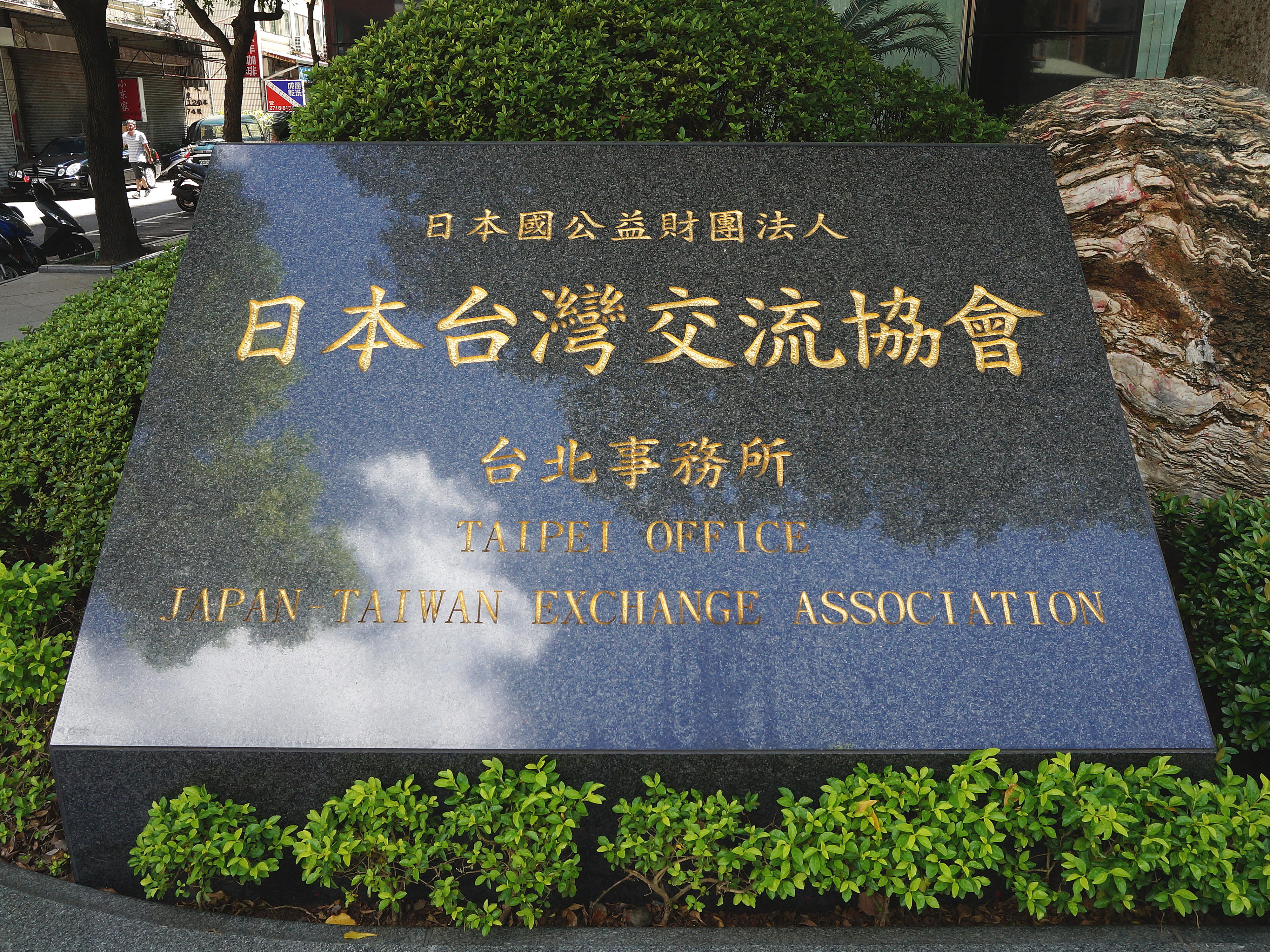
Hiệp hội giao lưu Nhật Bản, tại Đài Bắc.

| - Belize - Eswatini - Guatemala - Haiti - Quần đảo Marshall | - Palau - Paraguay - Saint Kitts và Nevis - Saint Lucia - Saint Vincent và Grenadines - Tuvalu - Vatican |

## Văn phòng đại diện và Mậu dịch
| - Anh Quốc (Văn phòng Anh Quốc tại Đài Bắc) - Ả Rập Xê Út (Văn phòng Mậu dịch Ả Rập Saudi tại Đài Bắc) - Argentina (Văn phòng Mậu dịch và Văn hóa Argentina) - Áo (Văn phòng Áo tại Đài Bắc và Văn phòng Thương nghiệp Áo) - Ấn Độ (Hiệp hội Ấn Độ-Đài Bắc) - Ba Lan (Văn phòng Ba Lan, Đài Bắc) - Bỉ (Văn phòng Bỉ, Đài Bắc) - Brasil (Văn phòng Thương nghiệp Brazil tại Đài Bắc) - Brunei (Văn phòng Mậu dịch và Du lịch Brunei Darussalam) - Canada (Văn phòng Mậu dịch Canada tại Đài Bắc) - European Union (Văn phòng Kinh tế và Mậu dịch châu Âu) - Chile (Văn phòng Mậu dịch Chile) - Cộng hòa Séc (Văn phòng Kinh tế và Văn hóa Séc) - Đan Mạch (Hội đồng Mậu dịch Đan Mạch, Đài Bắc) - Đức (Hiệp hội Đức tại Đài Bắc) - Hà Lan (Văn phòng Hà Lan, Đài Bắc) - Hàn Quốc (Phái bộ Đại diện Hàn Quốc tại Đài Bắc) - Hoa Kỳ (Hiệp hội Hoa Kỳ tại Đài Loan, văn phòng Đài Bắc) - Hungary (Văn phòng Mậu dịch Hungary) - Indonesia (Văn phòng Kinh tế và Mậu dịch Indonesia tại Đài Bắc) - Israel (Văn phòng Kinh tế và Văn hóa Israel tại Đài Bắc) | - Jordan (Văn phòng Thương nghiệp Jordan) - Litva - Luxembourg (Văn phòng Mậu dịch và Đầu tư Luxembourg, Đài Bắc) - Malaysia (Trung tâm Hữu nghị và Mậu dịch Malaysia, Đài Bắc) - México (Văn phòng Văn kiện Thương vụ và Văn hóa Mexico) - Mông Cổ (Văn phòng Đại diện Mậu dịch và Kinh tế Ulaanbaatar) - Myanmar (Văn phòng Mậu dịch Myanmar, Cộng hòa Liên bang Myanmar) - Nam Phi (Văn phòng Liên lạc Cộng hòa Nam Phi) - New Zealand (Văn phòng Công thương New Zealand) - Nga (Văn phòng đại diện tại Đài Bắc của Ủy ban Điều hiệp Hợp tác Kinh tế và Văn hóa Moskva-Đài Bắc) - Nhật Bản (Hiệp hội Giao lưu Nhật Bản, văn phòng Đài Bắc) - Nigeria (Văn phòng Mậu dịch Nigeria tại Đài Loan, THDQ) - Oman (Văn phòng Thương nghiệp Vương quốc Hồi giáo Oman-Đài Loan) - Perú (Văn phòng Thương nghiệp Peru tại Đài Bắc) - Phần Lan (Trung tâm Mậu dịch Phần Lan) - Pháp (Hiệp hội Pháp tại Đài Bắc) - Philippines (Văn phòng Kinh tế và Văn hóa Manila) - Singapore (Văn phòng Mậu dịch Singapore tại Đài Bắc) - Slovakia (Văn phòng Kinh tế và Văn hóa Slovakia, Đài Bắc) - Somaliland (Văn phòng đại diện) - Tây Ban Nha (Phòng Thương nghiệp Tây Ban Nha) - Thụy Điển (Hội đồng Mậu dịch và Đầu tư Thụy Điển) - Thụy Sĩ (Văn phòng Mậu dịch của Giới công thương Thụy Sĩ) - Thái Lan (Văn phòng Mậu dịch và Kinh tế Thái Lan) - Thổ Nhĩ Kỳ (Văn phòng Mậu dịch Thổ Nhĩ Kỳ tại Đài Bắc) - Trung Quốc (Hiệp hội Giao lưu Lữ hành hai bờ Eo biển) - Hồng Kông (Văn phòng Kinh tế, Mậu dịch và Văn hóa Hồng Kông) - Ma Cao (Văn phòng Kinh tế và Văn hóa Ma Cao) - Úc (Văn phòng Australia tại Đài Bắc) - Việt Nam (Văn phòng Kinh tế và Văn hóa Việt Nam) - Ý (Văn phòng Xúc tiến Kinh tế, Mậu dịch và Văn hóa Ý) |

## Văn phòng chi nhánh
Cao Hùng
- Nhật Bản
- Philippines
- Hoa Kỳ

Đài Trung
- Philippines

## Phái bộ cũ
- Na Uy (Hội đồng Mậu dịch Na Uy)[48]